# Castillo de Shea
El castillo de Shea es un fortín ubicado en Los Ángeles, Estados Unidos.

## Historia
Fue construido en 1924 por el promotor inmobiliario Richard Peter Shea. Shea, neoyorquino, se mudó al clima seco del sur de California con la esperanza de mejorar la salud de su esposa, Ellen.
Diversos propietarios e inquilinos han ocupado el castillo. Thomas Stewart Lee, heredero de Don Lee Network, con sede en California, vivió en la casa. El caballo de Roy Rogers, Trigger, fue entrenado en la propiedad. Una organización de aviación sin fines de lucro añadió una pista de aterrizaje.
Ha sido el escenario de varias películas y series, entre ellas, Blood of Dracula's Castle, The Rat Patrol, entre otras.